# James Whale
James Whale (Dudley, 22 de julho de 1889 – Pacific Palisades, 29 de maio de 1957) foi um diretor de cinema, diretor de teatro e ator inglês, que passou a maior parte de sua carreira em Hollywood. Ele é mais lembrado por vários filmes de terror: Frankenstein (1931), The Old Dark House (1932), O Homem Invisível (1933) e A Noiva de Frankenstein (1935), todos considerados clássicos. Whale também dirigiu filmes de outros gêneros, incluindo a versão cinematográfica de 1936 do musical Show Boat.
Whale nasceu em uma grande família em Dudley, Worcestershire, hoje Metropolitan Borough of Dudley. Ele descobriu seu talento artístico cedo e estudou arte. Com a eclosão da Primeira Guerra Mundial, ele se alistou no Exército Britânico e se tornou um oficial. Ele foi capturado pelos alemães e durante o período em que foi prisioneiro de guerra percebeu que se interessava por drama. Após sua libertação no final da guerra, ele se tornou ator, cenógrafo e diretor. Seu sucesso na direção da peça Journey's End, de 1928, o levou a se mudar para os EUA, primeiro para dirigir a peça no Teatro da Broadway e depois para Hollywood, Califórnia, para dirigir filmes. Ele viveu em Hollywood pelo resto de sua vida, a maior parte desse tempo com seu parceiro romântico de longa data, o produtor David Lewis. Além de Journey's End (1930), lançado pela Tiffany Films, e Hell's Angels (1930), lançado pela United Artists, ele dirigiu uma dúzia de filmes para a Universal Pictures entre 1931 e 1937, desenvolvendo um estilo caracterizado pela influência do expressionismo alemão e uma câmera altamente móvel.
No auge de sua carreira como diretor, Whale dirigiu The Road Back (1937), uma continuação de All Quiet on the Western Front. A interferência do estúdio, possivelmente estimulada pela pressão política da Alemanha nazista, levou à alteração da visão de Whale no filme, o que foi um fracasso crítico. Seguiu-se uma série de decepções de bilheteria e, embora ele tenha feito um último curta-metragem em 1950, em 1941 sua carreira de diretor de cinema estava efetivamente encerrada. Ele continuou a dirigir para o palco e também redescobriu seu amor pela pintura e pelas viagens. Seus investimentos tornou-se rico e ele viveu uma aposentadoria confortável até sofrer derrames em 1956, que o privaram de seu vigor e o deixaram com dor. Ele tirou a própria vida em 29 de maio de 1957, afogando-se em sua piscina.
Whale era abertamente gay durante toda a sua carreira, algo muito raro nas décadas de 1920 e 1930. À medida que o conhecimento sobre sua orientação sexual se tornou mais difundido, alguns de seus filmes, A Noiva de Frankenstein em particular, foram interpretados como tendo um subtexto gay, e foi alegado que sua recusa em permanecer no armário levou ao fim de sua carreira. Outros comentaristas argumentaram que sua aposentadoria foi provocada por uma sucessão de projetos mal recebidos com os quais Whale estava ficando pessoalmente insatisfeito (particularmente prejudicial para sua carreira foi The Road Back, que passou por um ciclo de desenvolvimento em vários estágios, após o qual a responsabilidade foi percebida como parada de Whale como diretor principal).

## Primeiros anos

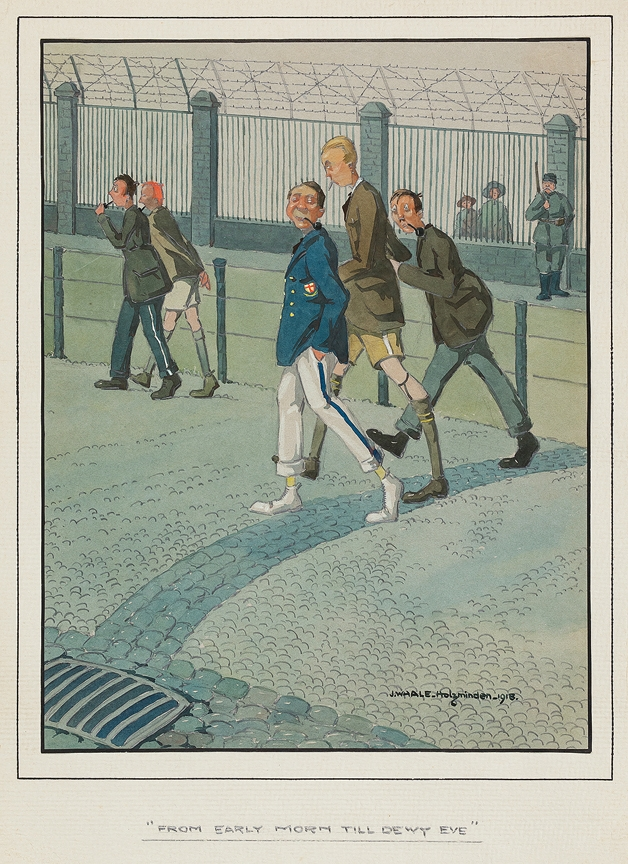
"Do amanhecer ao anoitecer orvalhado": desenho animado em aquarela de Whale sobre prisioneiros no campo de prisioneiros de guerra de Holzminden, 1918

Whale nasceu em Dudley, Worcestershire, no coração do Black Country, sendo o sexto de sete filhos de William, um alto-forno, e Sarah, uma enfermeira. Ele frequentou a Kates Hill Board School, seguida pela Bayliss Charity School e, finalmente, pela Dudley Blue Coat School. Ele parou de frequentar a escola na adolescência, porque o custo seria proibitivo e seu trabalho era necessário para ajudar a sustentar a família. Considerado fisicamente incapaz de seguir seus irmãos nas indústrias pesadas locais, Whale começou a trabalhar como sapateiro, recuperando os pregos que recuperava de solas substituídas e vendendo-os como sucata para ganhar dinheiro extra. Ele descobriu que tinha alguma habilidade artística e ganhou dinheiro extra escrevendo cartazes e etiquetas de preço para seus vizinhos. Ele usou sua renda adicional para pagar aulas noturnas na Dudley School of Arts and Crafts.
A Primeira Guerra Mundial eclodiu no início de agosto de 1914. Embora Whale tivesse pouco interesse na política por trás da guerra, ele percebeu que o recrutamento era inevitável, então ele se alistou voluntariamente, pouco antes de ele ser introduzido, no Corpo de Treinamento de Oficiais de Inns of Court do Exército Britânico em outubro de 1915, e foi inicialmente colocado em Bristol. Posteriormente, ele foi comissionado como segundo-tenente no Regimento de Worcestershire em julho de 1916. Ele foi feito prisioneiro de guerra em batalha na Frente Ocidental em Flandres em agosto de 1917, e foi mantido no Campo de Oficiais de Holzminden, onde permaneceu até o fim da guerra, sendo repatriado para a Inglaterra em dezembro de 1918. Enquanto esteve preso, envolveu-se activamente, como ator, escritor e diretor, além das produções teatrais amadoras que decorriam no campo, considerando-as "uma fonte de grande prazer e diversão". Ele também desenvolveu um talento para o pôquer e, depois da guerra, descontou os vales e as notas promissórias dos seus companheiros prisioneiros que tinha acumulado no jogo para se abastecer de recursos financeiros para o seu regresso à vida civil.

## Carreira

### No teatro
Após o armistício de Compiègne, ele retornou a Birmingham e tentou encontrar trabalho como cartunista. Ele vendeu dois desenhos animados para o Bystander em 1919, mas não conseguiu garantir uma posição permanente. Mais tarde naquele ano, ele embarcou em uma carreira profissional nos palcos. Sob a tutela do ator-empresário Nigel Playfair, ele trabalhou como ator, cenógrafo e construtor, "diretor de palco" (semelhante a um gerente de palco) e diretor. Em 1922, enquanto estava na Playfair, ele conheceu Doris Zinkeisen. Eles foram considerados um casal por cerca de dois anos, apesar de Whale viver como um homem assumidamente gay. Eles teriam ficado noivos em 1924, mas em 1925 o noivado foi desfeito.

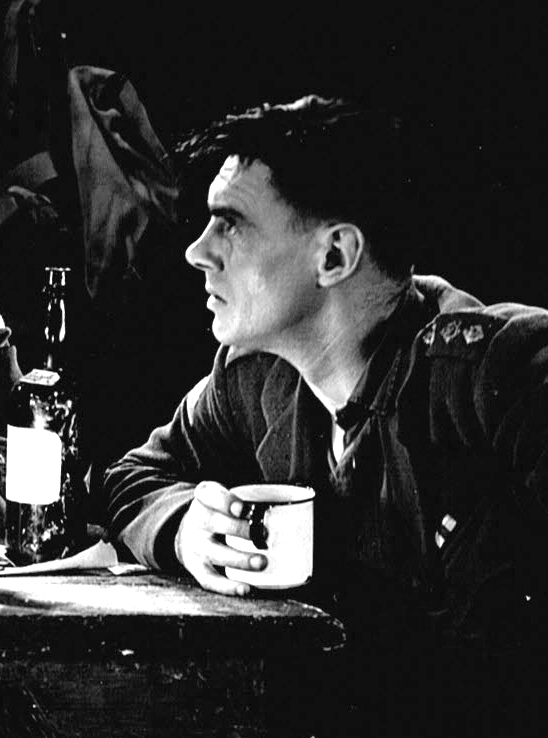
Colin Clive na produção teatral de Journey's End de Whale em 1929

Em 1928, Whale teve a oportunidade de dirigir duas apresentações privadas da peça então desconhecida Journey's End, de RC Sherriff, para a Incorporated Stage Society, uma sociedade de teatro que organizava apresentações privadas de peças aos domingos. Ambientado ao longo de um período de quatro dias em março de 1918 nas trincheiras de Saint-Quentin, na França, Journey's End oferece um vislumbre das experiências dos oficiais de uma companhia de infantaria britânica na Primeira Guerra Mundial. O conflito principal é entre o capitão Stanhope, o comandante da companhia, e o tenente Raleigh, irmão da noiva de Stanhope. Whale ofereceu o papel de Stanhope ao então pouco conhecido Laurence Olivier. Olivier inicialmente recusou o papel, mas depois de conhecer o dramaturgo concordou em assumi-lo. Maurice Evans foi escalado como Raleigh. A peça foi bem recebida e transferida para o Savoy Theatre no West End de Londres, com estreia em 21 de janeiro de 1929. Um jovem Colin Clive estava agora no papel principal, Olivier tendo aceitado uma oferta para assumir o papel principal em uma produção de Beau Geste. A peça foi um tremendo sucesso, com os críticos uniformes e efusivos nos seus elogios e com o público por vezes sentado em silêncio atordoado após a sua conclusão, apenas para explodir em ovações estrondosas. Como escreveu o biógrafo de Whale, James Curtis, a peça "conseguiu reunir, no momento certo e da maneira certa, as impressões de toda uma geração de homens que estavam na guerra e que acharam impossível, por meio de palavras ou ações, expressar adequadamente aos seus amigos e familiares como tinham sido as trincheiras". Após três semanas no Savoy, Journey's End foi transferido para o Prince of Wales Theatre, onde ficou em cartaz pelos dois anos seguintes.
Com o sucesso de Journey's End em casa, o produtor da Broadway, Gilbert Miller, adquiriu os direitos para montar uma produção em Nova York com um elenco totalmente britânico liderado por Colin Keith-Johnston como Stanhope e Derek Williams como Raleigh. Whale também dirigiu esta versão, que estreou no Henry Miller's Theatre em 22 de março de 1929. A peça ficou em cartaz por mais de um ano e consolidou sua reputação como a maior peça sobre a Primeira Guerra Mundial.

### Primeiros trabalhos em Hollywood
O sucesso das diversas produções de Journey's End chamou a atenção dos produtores de cinema para Whale. Em um momento em que o cinema estava fazendo a transição do cinema mudo para o cinema falado, os produtores estavam interessados em contratar atores e diretores com experiência em diálogos. Whale viajou para Hollywood em 1929 e assinou um contrato com a Paramount Pictures. Ele foi designado como "diretor de diálogo" para um filme chamado The Love Doctor (1929). Ele concluiu o trabalho no filme em 15 dias e seu contrato foi autorizado a expirar. Foi nessa época que ele conheceu David Lewis.
Whale foi contratado pelo produtor de cinema independente e pioneiro da aviação Howard Hughes, que planejava transformar a produção silenciosa de Hughes, Hell's Angels (1930), em um filme falado. Whale dirigiu as sequências de diálogo. Quando seu trabalho para Hughes foi concluído, ele foi para Chicago para dirigir outra produção de Journey's End.
Tendo comprado os direitos cinematográficos de Journey's End, os produtores britânicos Michael Balcon e Thomas Welsh concordaram que a experiência de Whale na direção das produções da peça em Londres e na Broadway o tornava a melhor escolha para dirigir o filme. Os dois fizeram parceria com um pequeno estúdio americano, Tiffany-Stahl, para filmar em Nova Iorque. Colin Clive reprisou seu papel como Stanhope, e David Manners foi escalado como Raleigh. As filmagens começaram em 6 de dezembro de 1929 e terminaram em 22 de janeiro de 1930. Journey's End foi lançado na Grã-Bretanha em 14 de abril e nos Estados Unidos em 15 de abril. Em ambos os lados do Atlântico, o filme foi um tremendo sucesso de crítica e comercial.

### Diretor de cinema na Universal Studios

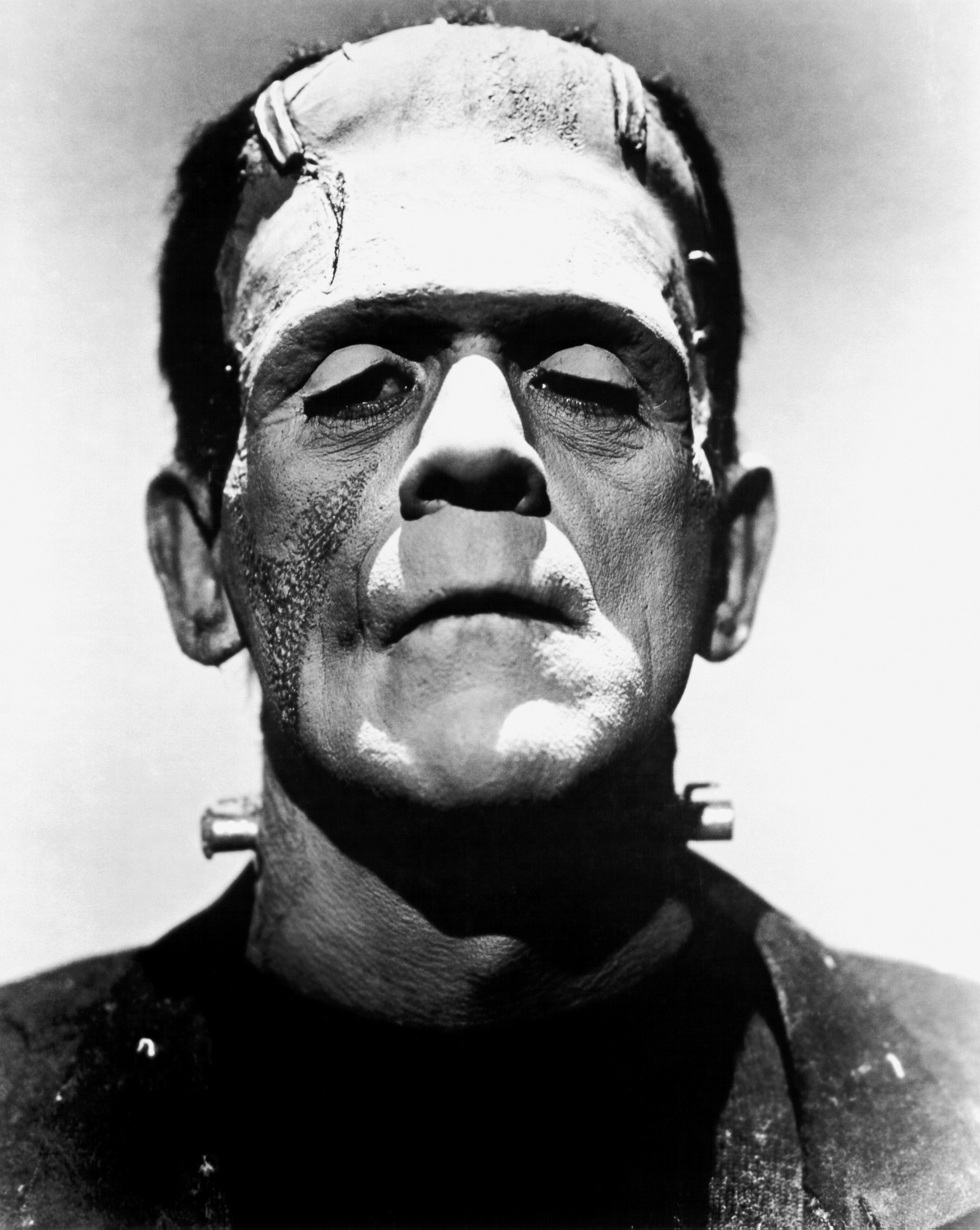
Whale dirigiu Boris Karloff no icônico filme de terror A Noiva de Frankenstein (1935)

A Universal Studios assinou com Whale um contrato de cinco anos em 1931 e seu primeiro projeto foi Waterloo Bridge. Baseado na peça da Broadway de Robert E. Sherwood, o filme é estrelado por Mae Clarke como Myra, uma corista na Londres da Primeira Guerra Mundial que se torna prostituta. Também foi um sucesso de crítica e público. Por volta dessa época, Whale e Lewis começaram a viver juntos.
Em 1931, o chefe da Universal Studios, Carl Laemmle Jr., ofereceu a Whale a escolha de qualquer propriedade do estúdio. Ele escolheu Frankenstein, principalmente porque nenhuma das outras propriedades da Universal o interessava particularmente, e ele queria fazer algo diferente de um filme de guerra. Embora o romance de Mary Shelley de 1818, Frankenstein; ou, O Moderno Prometeu, fosse de domínio público, a Universal detinha os direitos de filmagem de uma adaptação para o palco feita por Peggy Webling. Whale escalou Colin Clive como Henry Frankenstein e Mae Clarke como sua noiva Elizabeth. Para Monster, ele recorreu ao pouco conhecido Boris Karloff, que tinha ampla experiência em papéis coadjuvantes. As filmagens começaram em 24 de agosto de 1931 e terminaram em 3 de outubro. As prévias foram realizadas em 29 de outubro, com lançamento geral em 21 de novembro. Frankenstein foi um sucesso instantâneo de crítica e público. O filme recebeu críticas elogiosas e quebrou recordes de bilheteria nos Estados Unidos, rendendo 12 milhões de dólares à Universal Studios no primeiro lançamento.
Os trabalhos posteriores de Whale foram The Impatient Maiden e The Old Dark House (ambos de 1932). The Impatient Maiden causou pouca impressão, mas The Old Dark House, estrelado por Karloff e Charles Laughton, é creditado por reinventar o subgênero "dark house" dos filmes de terror. Considerada perdida por alguns anos, uma impressão foi encontrada pelo cineasta Curtis Harrington nos cofres da Universal em 1968. Foi restaurado pela George Eastman House, e lançado em disco Blu-ray em 2017.
O próximo filme de Whale foi The Kiss Before the Mirror (1933), um sucesso de crítica, mas um fracasso de bilheteria. Ele retornou ao terror com O Homem Invisível (1933). Filmado a partir de um roteiro aprovado por HG Wells, o filme misturava terror com humor e efeitos visuais confusos. Muito admirado, o jornal The New York Times colocou-o na sua lista dos dez melhores filmes do ano, e o filme quebrou recordes de bilheteira em cidades por toda a América. O filme foi tão bem visto que a França, que restringiu o número de cinemas onde filmes americanos não dublados podiam ser exibidos, concedeu-lhe uma isenção especial devido ao seu "mérito artístico extraordinário".
Também em 1933, Whale dirigiu a comédia romântica By Candlelight, que recebeu boas críticas e foi um modesto sucesso de bilheteria. Em 1934, ele dirigiu One More River, uma adaptação do romance homônimo de John Galsworthy. O filme conta a história de uma mulher desesperada para escapar de seu casamento abusivo com um membro da aristocracia britânica. Este foi o primeiro filme de Whale para o qual foi necessária a aprovação da Administração do Código de Produção e a Universal teve dificuldade em garantir essa aprovação devido aos elementos de sadismo sexual implícitos no comportamento abusivo do marido.

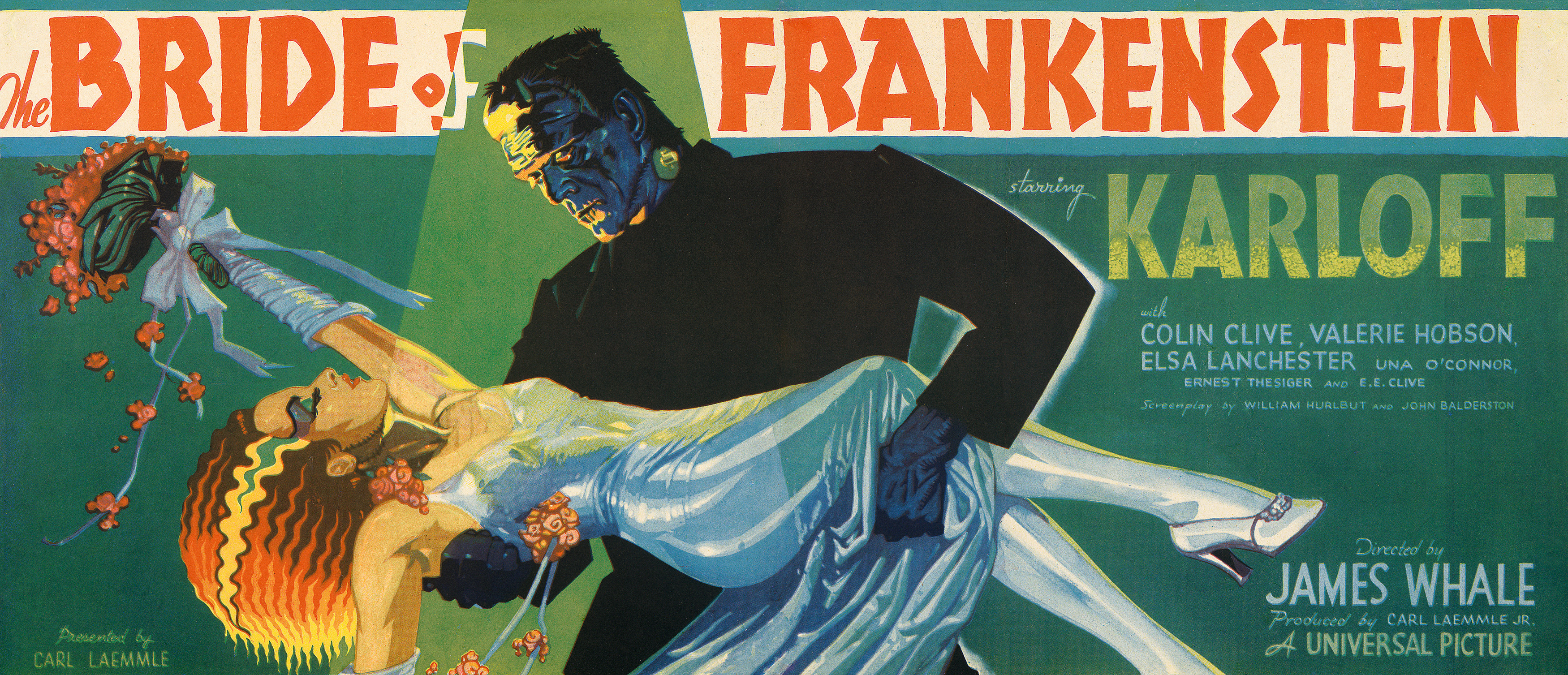
Na década de 1930, o diretor de arte da Universal, Karoly Grosz, projetou o lançamento de A Noiva de Frankenstein, em 1935

A Noiva de Frankenstein (1935) foi o próximo projeto de Whale. Ele resistiu em fazer uma sequência de Frankenstein porque temia ser rotulado como um diretor de terror. Bride relembrou um episódio do romance original da escritora inglesa Mary Shelley em que o Monstro promete deixar Frankenstein e a humanidade em paz se Frankenstein lhe arranjar uma companheira. Ele o faz, mas a companheira é repelida pelo monstro que, então, libertando Frankenstein e sua esposa para viverem, decide destruir a si mesmo e sua "noiva". O filme foi um sucesso de crítica e bilheteria, tendo arrecadado cerca de dois milhões de dólares para a Universal até 1943. Elogiado como "o melhor de todos os filmes de terror gótico", Bride é frequentemente aclamado como a obra-prima de Whale. Com o sucesso de Bride, Laemmle estava ansioso para colocar Whale para trabalhar em Dracula's Daughter (1936), a sequência do primeiro grande sucesso de terror da Universal na era sonora. Whale, receoso de fazer dois filmes de terror seguidos e preocupado que dirigir Dracula's Daughter pudesse interferir em seus planos para a primeira versão totalmente sonora de Show Boat (anteriormente filmado como um filme parcialmente falado por Harry A. Pollard), convenceu Laemmle a comprar os direitos de um romance chamado The Hangover Murders. O romance é uma comédia-mistério no estilo de The Thin Man, sobre um grupo de amigos que estavam tão bêbados na noite em que um deles foi assassinado que ninguém consegue se lembrar de nada. Com o título alterado para Remember Last Night?, o filme foi um dos favoritos pessoais de Whale, mas recebeu críticas fortemente divididas e desinteresse comercial.

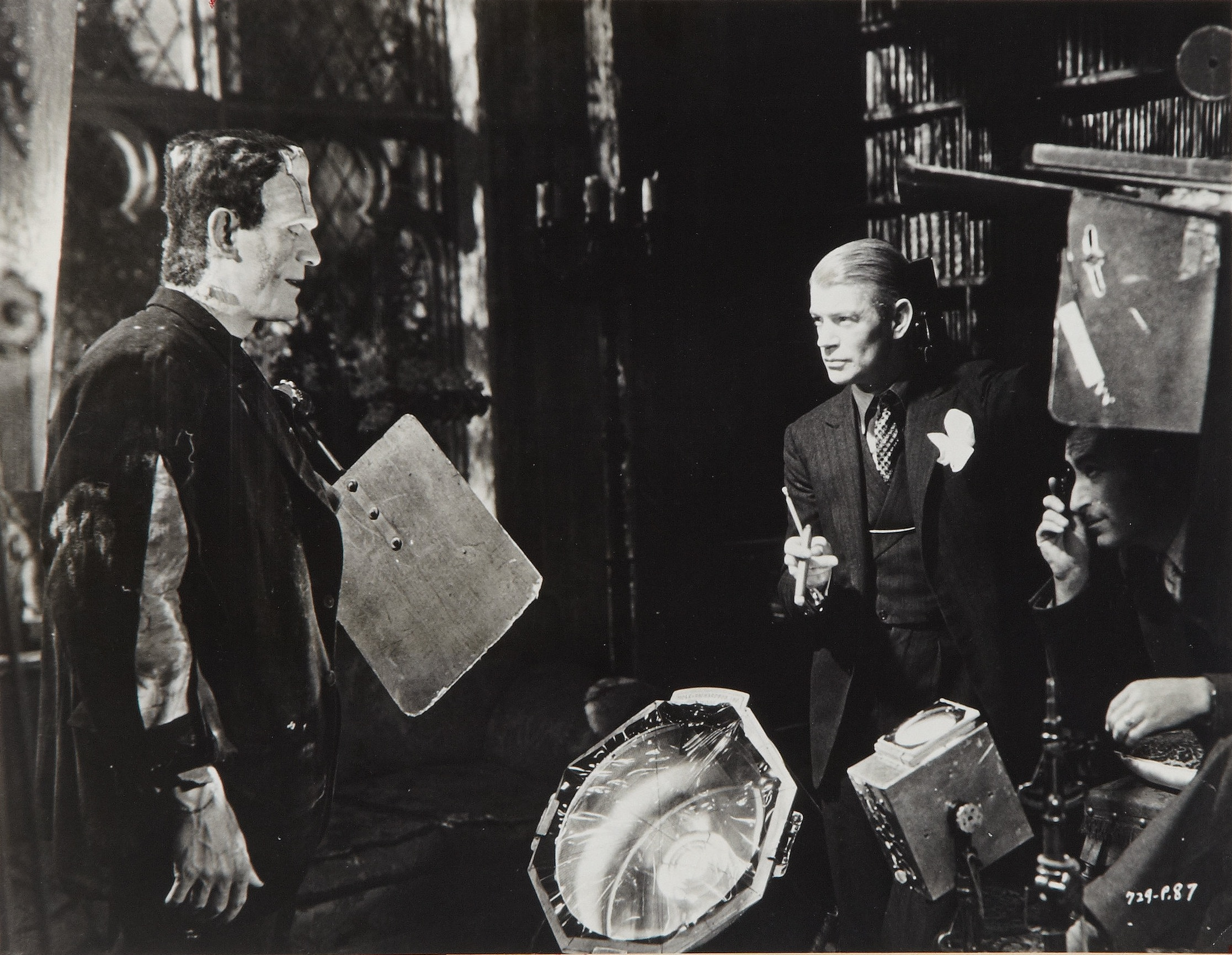
Boris Karloff e Whale durante as gravações de A Noiva de Frankenstein (1935)

Com a conclusão de Remember Last Night? Whale imediatamente começou a trabalhar em Show Boat (1936). Whale reuniu o máximo possível de pessoas que estiveram envolvidas em uma ou outra produção do musical, incluindo Helen Morgan, Paul Robeson, Charles Winninger, Sammy White, o maestro Victor Baravalle, o orquestrador Robert Russell Bennett e, como Magnolia, Irene Dunne, que acreditava que Whale era o diretor errado para a peça. A versão de 1936 de Show Boat, fielmente adaptada da produção teatral original, é considerada a versão cinematográfica definitiva do musical por muitos críticos, mas ficou indisponível após o remake de 1951. Em 2014, uma restauração do filme foi disponibilizada em DVD nos Estados Unidos como parte da linha Archive Collection da Warner Home Video; e em 2020, um Blu-Ray de restauração 4K foi lançado pela The Criterion Collection.
Show Boat foi o último filme de Whale a ser produzido pela família Laemmle. O estúdio estava agora falido, e os Laemmles perderam o controle para J. Cheever Cowdin, chefe da Standard Capital Corporation, e Charles R. Rogers, que foi instalado no antigo cargo de Junior Laemmle.

### Declínio
A carreira de Whale entrou em declínio acentuado após o lançamento de seu próximo filme, The Road Back (1937). Sequência de Im Western nichts Neues, de Erich Maria Remarque, filmado pela Universal em 1930, o romance e o filme acompanham a vida de vários jovens alemães que retornaram das trincheiras da Primeira Guerra Mundial e suas lutas para se reintegrar à sociedade. O cônsul de Los Angeles para a Alemanha nazista, Georg Gyssling, soube que o filme estava em produção. Ele protestou ao agente da PCA, Joseph Breen, argumentando que o filme dava uma "imagem falsa e distorcida do povo alemão". Gyssling finalmente conheceu Whale, mas nada aconteceu. Gyssling então enviou cartas aos membros do elenco, ameaçando que sua participação no filme poderia levar a dificuldades na obtenção de autorizações de filmagem na Alemanha para eles e para qualquer pessoa associada a um filme com eles. Embora o baixo volume de negócios realizados pela Universal na Alemanha tornasse tais ameaças em grande parte vazias, o Departamento de Estado dos Estados Unidos, sob pressão da Liga Anti-Nazi de Hollywood e do Screen Actors Guild, interveio e o governo alemão recuou. O corte original do filme de Whale recebeu críticas geralmente positivas, mas em algum momento entre as exibições de pré-estreia e o lançamento geral do filme, Rogers capitulou aos alemães, ordenando que cortes fossem feitos e cenas adicionais fossem filmadas e inseridas. Whale ficou furioso, e o filme alterado foi proibido na Alemanha de qualquer maneira. Os alemães conseguiram persuadir a China, a Grécia, a Itália e a Suíça a proibirem também o filme.
Após o desastre de The Road Back, Charles Rogers tentou rescindir seu contrato com Whale; Whale recusou. Rogers então o designou para uma série de filmes B para cumprir sua obrigação contratual. Whale fez apenas um longa-metragem de sucesso adicional, O Homem da Máscara de Ferro (1939), antes de encerrar suas atividades profissionais da indústria cinematográfica em 1942.

## Últimos anos
Com sua carreira cinematográfica concluída, Whale ficou sem nada para fazer. Ofereceram-lhe trabalhos ocasionais, incluindo a oportunidade de dirigir Since You Went Away para David O. Selznick, mas recusou. Enquanto isso, Lewis estava mais ocupado do que nunca com suas tarefas de produção e frequentemente trabalhava até tarde, deixando Whale sozinho e entediado. Lewis comprou para ele um estoque de tinta e telas e Whale redescobriu seu amor pela pintura. Por fim, ele construiu um grande estúdio para si mesmo.
Com a eclosão da Segunda Guerra Mundial, Whale ofereceu seus serviços para fazer um filme de treinamento para o Exército dos Estados Unidos. Ele filmou o filme, chamado Personnel Placement in the Army, em fevereiro de 1942. Mais tarde naquele ano, em associação com a atriz Claire DuBrey, ele criou os Brentwood Service Players. Os Players ocuparam um teatro com 100 lugares. Sessenta assentos foram fornecidos gratuitamente ao pessoal de serviço; os restantes foram vendidos ao público, com os lucros da bilheteira doados a instituições de caridade em tempos de guerra. O grupo se expandiu para o Playtime Theatre durante o verão, onde uma série de shows ocorreu até outubro.
Whale retornou à Broadway em 1944 para dirigir o thriller psicológico Hand in Glove. Foi seu primeiro retorno à Broadway desde seu fracasso One, Two, Three! em 1930. Hand in Glove não se sairia melhor do que sua peça anterior, que teve o mesmo número de apresentações: 40.
Whale dirigiu seu último filme em 1950, um curta-metragem baseado na peça de um ato de William Saroyan, Hello Out There. O filme, financiado pelo herdeiro do supermercado Huntington Hartford, era a história de um homem em uma prisão do Texas falsamente acusado de estupro e da mulher que limpa a prisão. Hartford pretendia que o curta fizesse parte de um filme antológico nos moldes do Quartet. No entanto, as tentativas de encontrar contos complementares apropriados para adaptar não tiveram sucesso e Hello Out There nunca foi lançado comercialmente.
O último trabalho de Whale foi dirigir Pagan in the Parlour, uma farsa sobre duas irmãs solteironas da Nova Inglaterra que são visitadas por um polinésio que seu pai, naufragado anos antes, havia se casado. A produção foi montada em Pasadena por duas semanas em 1951. Planos foram feitos para levá-lo a Nova Iorque, mas Whale sugeriu levar a peça para Londres primeiro. Antes de inaugurar a peça na Inglaterra, Whale decidiu fazer uma turnê pelos museus de arte da Europa. Na França, ele renovou seu conhecimento com Curtis Harrington, que ele havia conhecido em 1947. Enquanto visitava Harrington em Paris, ele foi a alguns bares gays. Em um deles ele conheceu um barman de 25 anos chamado Pierre Foegel, que Harrington acreditava não era nada além de "um trapaceiro para o que ele poderia conseguir". Whale, aos 62 anos de idade, ficou apaixonado por um homem mais jovem e contratou-o como seu motorista.
Uma turnê provincial de Pagan in the Parlour começou em setembro de 1952 e parecia que a peça seria um sucesso. Entretanto, Hermione Baddeley, estrelando a peça como a canibal "Noo-ga", estava bebendo muito e começou a fazer palhaçadas bizarras e atrapalhar as apresentações. Como ela tinha um contrato para uma peça em andamento, ela não pôde ser substituída e os produtores foram forçados a encerrar o espetáculo.
Whale retornou à Califórnia em novembro de 1952 e avisou David Lewis que planejava trazer Foegel no início do ano seguinte. Chocado, Lewis mudou-se de casa. Embora isso tenha encerrado seu relacionamento romântico de 23 anos, os dois homens continuaram amigos. Lewis comprou uma casa pequena e cavou uma piscina, o que levou Whale a mandar cavar sua própria piscina, embora ele próprio não nadasse nela. Ele começou a dar festas de natação só para homens e observava os rapazes brincando dentro e ao redor da piscina. Foegel mudou-se para Whale no início de 1953 e permaneceu lá por vários meses antes de retornar à França. Ele retornou em 1954 definitivamente, e Whale o nomeou gerente de um posto de gasolina de sua propriedade.
Whale e Foegel estabeleceram uma rotina tranquila até a primavera de 1956, quando Whale sofreu um pequeno derrame. Poucos meses depois, ele sofreu um derrame maior e foi hospitalizado. Enquanto estava no hospital, ele foi tratado de depressão com tratamentos de choque.
Após sua libertação, Whale contratou um dos enfermeiros do hospital para ser seu enfermeiro residente pessoal. Um Foegel ciumento manobrou a enfermeira para fora de casa e contratou uma enfermeira como substituta não residente. Whale sofria de alterações de humor e tornou-se cada vez mais e frustrantemente mais dependente dos outros à medida que suas faculdades mentais diminuíam.

## Morte
Whale cometeu suicídio afogando-se em sua piscina em Pacific Palisades em 29 de maio de 1957, aos 67 anos de idade. Ele deixou uma nota de suicídio, que Lewis guardou até pouco antes de sua morte, décadas depois. Como a nota foi suprimida, a morte foi inicialmente considerada acidental. A nota dizia em parte:
A TODOS QUE EU AMO,
Não chorem por mim. Meus nervos estão todos queimados e no último ano eu estive em agonia dia e noite — exceto quando eu durmo com comprimidos para dormir —e qualquer paz que eu tenho durante o dia é quando estou drogado por pílulas.
Tive uma vida maravilhosa, mas acabou e meus nervos pioram e tenho medo que eles tenham que me levar embora. Então, por favor, perdoe-me, todos aqueles que eu amo e que Deus me perdoe também, mas eu não posso suportar a agonia e [é] melhor para todos desta forma. O futuro é só velhice e doença e dor. Adeus e obrigado por todo seu amor. Eu preciso ter paz e esta é a única maneira.— Jimmy.
O corpo de Whale foi cremado a seu pedido, e suas cinzas foram enterradas no Columbário da Memória no Forest Lawn Memorial Park, Glendale. Devido ao seu hábito de revisar periodicamente sua data de nascimento, seu nicho lista a data incorreta de 1893. Quando seu parceiro de longa data David Lewis morreu em 1987, seu executor e biógrafo de Whale, James Curtis, enterrou suas cinzas em um nicho em frente às de Whale.

## Vida pessoal
James Whale viveu como um homem assumidamente gay ao longo de sua carreira no teatro britânico e em Hollywood, algo praticamente inédito naquela época. Ele e David Lewis viveram juntos como um casal de 1930 a 1952. Embora ele não tenha se esforçado para divulgar sua homossexualidade, ele também não fez nada para escondê-la. Como disse o cineasta Curtis Harrington, amigo e confidente de Whale, "Não no sentido de gritar aos quatro ventos ou de se assumir. Mas sim, ele era abertamente homossexual. Qualquer pessoa sofisticada que o conhecesse sabia que ele era gay." Embora tenha havido sugestões de que a carreira de Whale foi encerrada por causa da homofobia, e Whale foi supostamente apelidado de "A Rainha de Hollywood", Harrington afirma que "ninguém fez nada sobre isso, até onde eu pude perceber".
Com o conhecimento de sua sexualidade se tornando mais comum a partir da década de 1970, alguns historiadores de cinema e estudiosos de estudos gays detectaram temas homossexuais na obra de Whale, particularmente em A Noiva de Frankenstein, em que várias pessoas criativas associadas ao elenco, incluindo Ernest Thesiger e Colin Clive, foram alegadamente gays ou bissexuais. Os estudiosos identificaram uma sensibilidade gay presente no filme, especialmente uma sensibilidade camp, particularmente incorporada no personagem de Pretorius (Thesiger) e seu relacionamento com Henry Frankenstein (Clive).
O historiador de cinema gay Vito Russo, ao considerar Pretorius, não chega a identificar o personagem como gay, referindo-se a ele como "mariquinha" (sendo o próprio "mariquinha" um personagem gay de Hollywood). Pretorius serve como um "Mefistófeles gay", uma figura de sedução e tentação, chegando ao ponto de afastar Frankenstein de sua noiva na noite de núpcias para se envolver no ato não natural de uma vida não procriativa. Uma novelização do filme publicada na Inglaterra deixou a implicação clara, tendo Pretorius dizendo a Frankenstein "'Seja frutífero e multiplique-se'. Vamos obedecer à injunção bíblica: você, é claro, tem a escolha dos meios naturais; mas quanto a mim, temo que não haja outro caminho aberto para mim, exceto o caminho científico." Russo chega a sugerir que a homossexualidade de Whale é expressa em Frankenstein e Bride como "uma visão que ambos os filmes tinham do monstro como uma figura antissocial da mesma forma que os gays eram 'coisas' que não deveriam ter acontecido".
O companheiro de Whale, David Lewis, declarou categoricamente que a orientação sexual de Whale "não era pertinente" à sua produção cinematográfica. "Jimmy foi antes de tudo um artista, e seus filmes representam o trabalho de um artista — não de um artista gay, mas de um artista." O biógrafo de Whale, Curtis, rejeita a noção de que Whale se identificaria com o Monstro de uma perspectiva homossexual, afirmando que se Whale, altamente consciente de sua classe, se sentisse uma figura antissocial, isso não se basearia em sua sexualidade, mas em sua origem nas classes mais baixas.

## Influência temática
Whale foi fortemente influenciado pelo expressionismo alemão. Ele era um admirador particular dos filmes de Paul Leni, que combinavam elementos de terror gótico e comédia. Essa influência foi mais evidente em A Noiva de Frankenstein. A influência expressionista também está presente em Frankenstein, extraída em parte do trabalho de Paul Wegener e seus filmes The Golem (1915) e Der Golem: wie er in die Welt kam (1920) junto com The Cabinet of Dr. Caligari (1920) de Robert Wiene, que Whale supostamente exibiu repetidamente enquanto se preparava para filmar Frankenstein. Frankenstein alterna aproximadamente entre tomadas expressionistas distorcidas e estilos mais convencionais, com o personagem do Dr. Waldman servindo como "uma ponte entre os espaços cotidianos e expressionistas". A influência expressionista também é evidente na atuação, no figurino e no design do Monstro. O maquiador e artista de Whale, Jack Pierce também pode ter sido influenciado pela escola de arte Bauhaus. A influência expressionista durou toda a carreira de Whale, com o último filme de Whale, Hello Out There, elogiado pela Sight & Sound como "um padrão virtuoso de luz e sombra, uma peça de cinema expressionista totalmente desenvolvida, lançada sem cerimônia no meio do apogeu do neorrealismo".
Whale era conhecido pelo uso do movimento de câmera. Ele é creditado como o primeiro diretor a usar uma tomada panorâmica de 360 graus em um longa-metragem, incluído em Frankenstein. Whale usou uma técnica semelhante durante a sequência do Ol' Man River em Show Boat, na qual a câmera girava em torno de Paul Robeson enquanto ele cantava a música (a sequência também usa montagens expressionistas ilustrando algumas das letras). Muitas vezes elogiada em Frankenstein está a série de tomadas usadas para apresentar o Monstro: "Nada pode apagar completamente a emoção de assistir às sucessivas visões que a câmera móvel de Whale nos permite da figura desajeitada". Essas tomadas, começando com um plano médio e culminando em dois close-ups do rosto do Monstro, foram repetidas por Whale para apresentar Griffin em O Homem Invisível e o marido abusivo em One More River. Modificado para um único corte em vez de dois, Whale usa a mesma técnica em The Road Back para sinalizar a instabilidade de um veterano da Primeira Guerra Mundial que retorna.

## Legado

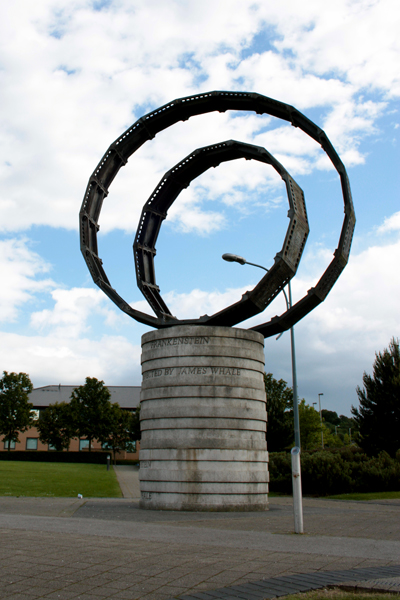
Escultura memorial de James Whale (2001) de Charles Hadcock, em Dudley, Inglaterra

O influente crítico de cinema Andrew Sarris, em seu ranking de diretores de 1968, lista Whale como "levemente simpático". Observando que a reputação de Whale foi subsumida pelo "culto Karloff", Sarris cita A Noiva de Frankenstein como a "verdadeira joia" da série Frankenstein e conclui que a carreira de Whale "reflete as ambições estilísticas e as decepções dramáticas de um expressionista na Hollywood controlada por estúdios da década de 1930".
Os últimos meses de Whale são o tema do romance Father of Frankenstein (1995), de Christopher Bram. O romance se concentra no relacionamento entre Whale e um jardineiro fictício chamado Clayton Boone. Father of Frankenstein serviu de base para o filme Deuses e Monstros de 1998, com Ian McKellen como Whale e Brendan Fraser como Boone. McKellen foi indicado ao Oscar por sua interpretação de Whale. O romance de Bram também foi adaptado como uma peça que estreou em Londres no Southwark Playhouse em fevereiro de 2015.
Uma escultura memorial foi erguida para Whale em setembro de 2001 no terreno de um novo cinema multiplex em sua cidade natal, Dudley. A escultura, de Charles Hadcock, retrata um rolo de filme com o rosto do monstro de Frankenstein gravado nas molduras e os nomes de seus filmes mais famosos gravados em uma base de concreto moldado no formato de latas de filme. Outras esculturas relacionadas à carreira cinematográfica de Whale foram planejadas, fazendo referência ao seu trabalho inicial em uma fábrica local de chapas metálicas, mas nenhuma havia sido instalada até 2019.
Horror in Hollywood: The James Whale Story, uma retrospectiva da arte de Whale, foi inaugurada no Dudley Museum and Art Gallery em outubro de 2012 e ficou em cartaz até janeiro de 2013.

## Filmografia
| Ano  | Título                     | Notas                                                                        | Ref    |
| ---- | -------------------------- | ---------------------------------------------------------------------------- | ------ |
| 1930 | Journey's End              | Estreia como diretor                                                         | [ 15 ] |
| 1930 | Hell's Angels              | (Diálogo dirigido)                                                           | [ 27 ] |
| 1931 | Waterloo Bridge            |                                                                              | [ 36 ] |
| 1931 | Frankenstein               |                                                                              | [ 38 ] |
| 1932 | The Impatient Maiden       |                                                                              | [ 43 ] |
| 1932 | The Old Dark House         |                                                                              | [ 43 ] |
| 1933 | The Kiss Before the Mirror |                                                                              | [ 45 ] |
| 1933 | O Homem Invisível          |                                                                              | [ 45 ] |
| 1933 | By Candlelight             |                                                                              | [ 48 ] |
| 1934 | One More River             | Um dos primeiros filmes sujeitos à censura da Production Code Administration | [ 49 ] |
| 1935 | A Noiva de Frankenstein    |                                                                              | [ 50 ] |
| 1935 | Remember Last Night?       |                                                                              | [ 55 ] |
| 1936 | Show Boat                  |                                                                              | [ 56 ] |
| 1937 | The Road Back              |                                                                              | [ 62 ] |
| 1937 | The Great Garrick          |                                                                              | [ 6 ]  |
| 1938 | Port of Seven Seas         |                                                                              | [ 6 ]  |
| 1938 | Sinners in Paradise        |                                                                              | [ 6 ]  |
| 1938 | Wives Under Suspicion      |                                                                              | [ 6 ]  |
| 1939 | The Man in the Iron Mask   |                                                                              | [ 6 ]  |
| 1940 | Green Hell                 |                                                                              | [ 6 ]  |
| 1941 | They Dare Not Love         | Último filme                                                                 | [ 6 ]  |